# Le Temps de la réflexion
 (août 2016).
Si vous disposez d'ouvrages ou d'articles de référence ou si vous connaissez des sites web de qualité traitant du thème abordé ici, merci de compléter l'article en donnant les références utiles à sa vérifiabilité et en les liant à la section « Notes et références ».
Albums de Psykup
Sors la Tête
(2000) Acoustiques et Remixes
(2004)
Le Temps de la réflexion est le deuxième album du groupe Psykup datant de 2002.

## Titres
1. To Be(tray)... [2:37]
2. ...Or Not to Be [7:28]
3. Libido [6:58]
4. La Peur Du Vide [7:15]
5. Teacher [5:30]
6. Martin X (part 1) [7:01]
7. Martin X (part 2) [3:40]
8. Insipid [5:25]
9. L'Autruche [14:27]
10. Time & Space [6:59]
11. Rebirth & Recession [6:37]